# Erythrococca columnaris
Erythrococca columnaris är en törelväxtart som först beskrevs av Johannes Müller Argoviensis, och fick sitt nu gällande namn av David Prain. Erythrococca columnaris ingår i släktet Erythrococca och familjen törelväxter. IUCN kategoriserar arten globalt som sårbar. Inga underarter finns listade i Catalogue of Life.